# Universidade Técnica de Kaiserslautern
A Universidade Técnica de Kaiserslautern (em alemão:  Technische Universität Kaiserslautern, abreviadamente TU Kaiserslautern ou TUK) é uma universidade pública em Kaiserslautern, Alemanha.
Existem vários institutos ao redor da universidade, incluindo dois Institutos Fraunhofer (IESE e ITWM), o Max Planck Institute for Software Systems (MPI SWS), o Deutsches Forschungszentrum für Künstliche Intelligenz (DFKI) , o Leibniz-Institut für Verbundwerkstoffe (IVW) e o Institut für Oberflächen und Schichtanalytik (IFOS), todos os quais cooperam estreitamente com a universidade.
A TU Kaiserslautern está organizada em 12 faculdades. Aproximadamente 14 594 alunos estão matriculados no momento. A TU Kaiserslautern faz parte do Software-Cluster juntamente com a Universidade Técnica de Darmstadt, o Instituto de Tecnologia de Karlsruhe e a Universidade do Sarre. O Software-Cluster venceu a competição Spitzencluster do governo alemão, a equivalência à Exzellenzinitiative para clusters.

## História
A Universidade de Kaiserslautern foi fundada em 13 de julho de 1970 pelo estado da Renânia-Palatinado como membro constituinte da Universidade gêmea de Trier-Kaiserslautern. 191 alunos foram matriculados no semestre de inverno 1970/1971 nas Faculdades de Matemática, Física e Tecnologia. Em 1972 foram fundadas as Faculdades de Química e Biologia. Ao mesmo tempo a Faculdade de Tecnologia foi dividida nas Faculdades de Engenharia Mecânica e Eletrotecnologia, Arquitetura/Planejamento Regional e Ambiental/Ciências da Educação.
Em 1975 a universidade gêmea foi dividida em duas universidades independentes: a Universidade de Trier e a Universidade de Kaiserslautern. As Faculdades, que foram criadas sucessivamente, fortaleceram continuamente o caráter científico da universidade: Eletrotecnologia (1975), depois Engenharia Elétrica e de Computação (1999), Ciência da Computação (1975), Engenharia (1975), depois Engenharia Mecânica e de Processos (1995), Arquitetura/Planejamento Regional e Ambiental/Engenharia Civil (1978–1979) e Estudos Sociais e Econômicos (1985). O nome oficial da Universidade é Technische Universität Kaiserslautern de acordo com a nova lei sobre o Ensino Superior da estado de Renânia-Palatinado, que entrou em vigor em 1 de setembro de 2003.

## Organização

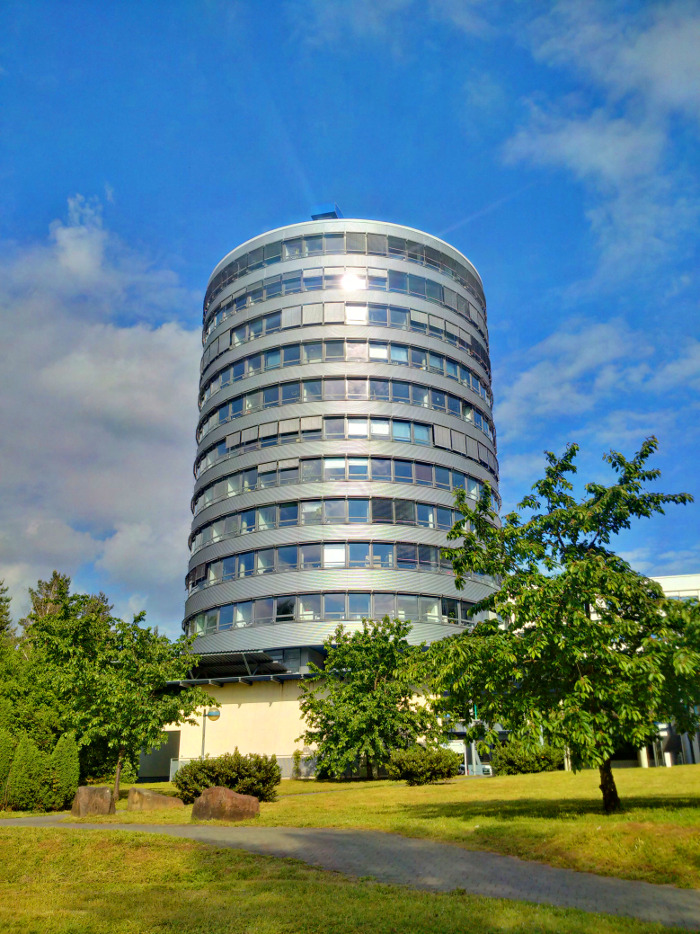
Prédio da administração

### Faculdades
Estas são as 12 faculdades em que a universidade está dividida:
- Arquitetura[7]
- Biologia[8]
- Engenharia civil[9]
- Química[10]
- Engenharia Elétrica e Computação[11]
- Ciência da Computação[12]
- Engenharia Mecânica e de Processos[13]
- Matemática[14]
- Física[15]
- Planejamento Regional e Ambiental[16]
- Ciências Sociais[17]
- Estudos de negócios e Economia[18]